# The Divine Comedy

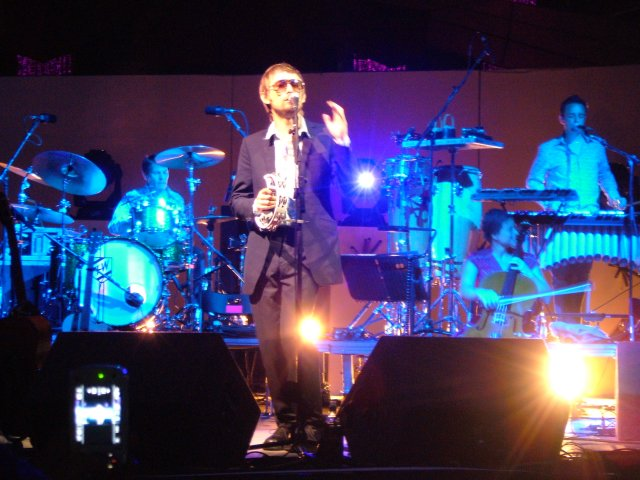
The Divine Comedy in 2007

The Divine Comedy is een popgroep uit Noord-Ierland, geleid door frontman en oprichter Neil Hannon. Hij is tevens de enige die altijd deel heeft uitgemaakt van de groep.
De naam van de band is de Engelse vertaling van La Divina Commedia, het beroemde werk van Dante Alighieri.
The Divine Comedy begon in 1989 als trio, maar na het debuutalbum Fanfare for the Comic Muse verlaten John McCullagh en Kevin Traynor de band. Hannon verzamelde steeds nieuwe muzikanten om zich heen, maar tegenwoordig is hij het enige bandlid.
De commerciële doorbraak had in 1996 plaats, met het album Casanova. Vergelijkbaar succes werd in 1998 behaald met Fin de Siècle. Ook in dat jaar verzorgde Hannon achtergrondzang in het nummer No Regrets van Robbie Williams. In 1999 nam de band een cover op van een Noël Coward-nummer voor het tribute-album Twentieth Century Blues. Dat nummer, I've Been To A Marvellous Party, verscheen ook op single. Ook werkte The Divine Comedy samen met Tom Jones. Op diens cover-album Reload staat een cover van het nummer All Mine van Portishead.
In juni 2006 verscheen het album, Victory for the Comic Muse.
In juli 2009 brengt Neil Hannon in samenwerking met Thomas Walsh van de groep Pugwash als The Duckworth Lewis Method een album onder de naam The Duckworth Lewis Method uit. Dit album is geheel geïnspireerd op de cricket sport. De 'Duckworth-Lewis' methode is een rekenmodel om een winnaar te bepalen van een cricketwedstrijd die door omstandigheden niet uitgespeeld is kunnen worden. In 2013 brengt DLM het album Sticky Wickets uit. De muziek op dit album laat de grote liefde horen van Hannon en Walsh voor The Beatles en in het bijzonder Electric Light Orchestra. De foto's op dit album verwijzen naar het artwork van het album Sticky Fingers van The Rolling Stones.
In mei 2010 verschijnt een The Divine Comedy album onder de naam Bang Goes The Knighthood. In september 2016 verschijnt een album onder de naam Foreverland.
In juni 2019 komt het 12e studioalbum uit, Office Politics. Dit werd voorafgegaan door de uitgifte van de eerste single van het album Queuejumper.

## Trivia
- In 2004 was Neil Hannon een van de leden van Band Aid 20.
- Neil Hannon schreef het themanummer voor de series The IT Crowd en Father Ted.
- Neil Hannon schreef ook een opera Sevastopol in 2012 en een tweede In May in 2013.

## Discografie
Albums
- Fanfare for the Comic Muse (juli 1990)
- Liberation (augustus 1993)
- Promenade (maart 1994)
- Casanova (april 1996)
- A Short Album About Love (februari 1997)
- Fin de Siècle (augustus 1998)
- A Secret History... The Best of the Divine Comedy (augustus 1999)
- Regeneration (maart 2001)
- Absent Friends (maart 2004)
- Victory for the Comic Muse (juni 2006)
- Bang Goes the Knighthood (mei 2010)
- Foreverland (september 2016)
- Office Politics (juni 2019)

## Concerten in België
- 17 april 2001, Botanique, Brussel
- 18 september 2001, Botanique, Brussel (Les Nuits Botanique festival)
- 13 mei 2004,  Koninklijk Circus, Brussel
- 30 januari 2017,  Koninklijk Circus, Brussel
- 27 februari 2019, Koninklijk Circus, Brussel

## Concerten in Nederland
- 9 mei 1994, Circustheater, Scheveningen (voorprogramma van Tori Amos)
- 1996, Theater a/h Spui, Den Haag (Crossing Border festival)
- 23 juni 1997, Paradiso (bovenzaal), Amsterdam
- 24 juni 1997,	Muziekcentrum Vredenburg, Utrecht (voorprogramma van Radiohead)
- 25 juni 1997, Rotown, Rotterdam
- 26 oktober 1998, Melkweg, Amsterdam
- 27 september 2010, Melkweg, Amsterdam
- 19 februari 2017, Paradiso Amsterdam
- 3 april 2022, TivoliVredenburg Utrecht